# Oenothera speciosa
Espèce
Oenothera speciosa est une espèce de plantes à fleurs dicotylédones de la famille des Onagraceae, originaire d'Amérique du Nord.  
Cette plante ornementale est cultivée dans les jardins comme plante couvre-sols, adaptée aux situations sèches, talus et rocailles.

## Étymologie
L'épithète spécifique « speciosa » est un terme latin signifiant « belle, de bel aspect, élégante », en référence à la beauté de la fleur.

## Description
Oenothera speciosa est une plante herbacée vivace, à tiges glabres à pubescentes, qui peut atteindre 50 cm de haut.
les feuilles, alternes, pubescentes, sont sessiles à sub-sessiles (à très court pétiole). De forme variable, linéaires à obovales, à bords dentés ou ondulés, elles font jusqu'à 10 cm de long sur 4 de large.
Les fleurs, solitaires, odorantes, de 4 à 5 cm de diamètre, apparaissent à l'aisselle des feuilles supérieures. Elles ont une corolle en forme de coupe, constituée de quatre pétales blancs, jaune clair à la base, qui deviennent roses ensuite. Elles comptent huit étamines et un style unique à quatre stigmates, tous de couleur jaune clair.
Elles fleurissent jour et nuit, mais généralement dans les heures précédant l'aube, et se ferment lorsque le plein soleil les frappe. 
La floraison s'étale de mars à juillet, et occasionnellement en automne.
Les fruits sont des capsules loculicides, tétraloculaires, longues de 10 à 25 mm, présentant huit arêtes et s'élargissant vers le haut jusqu'à un diamètre de 3 à 5 mm. Leur base cylindrique fait 1,5 à 2 mm de diamètre.
Ils contiennent de nombreuses graines réparties dans les quatre loges.
Les graines, longues de 1 à 1,5 mm, oblancéolées, sont finement granuleuses-papilleuses en surface.

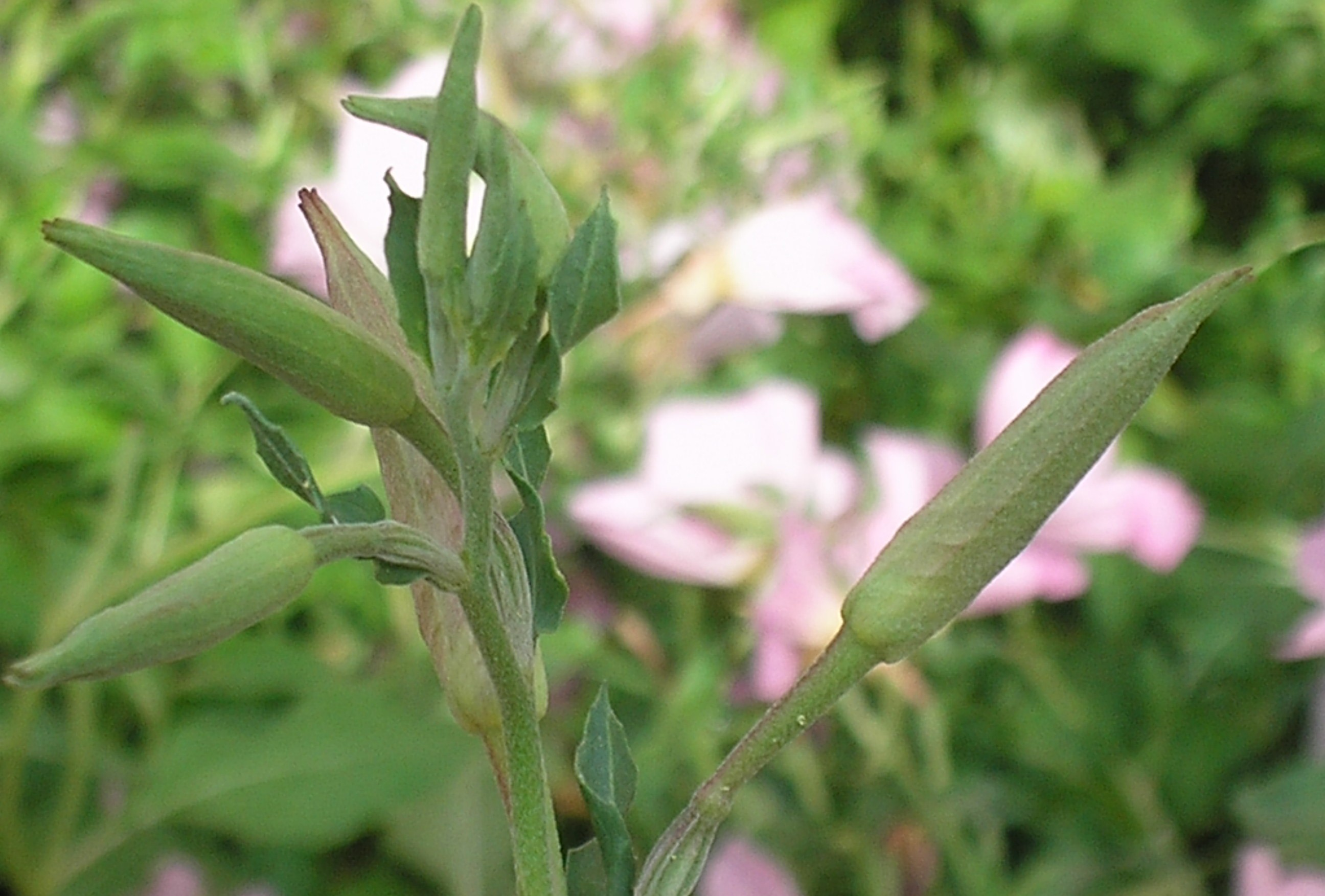
Boutons floraux.
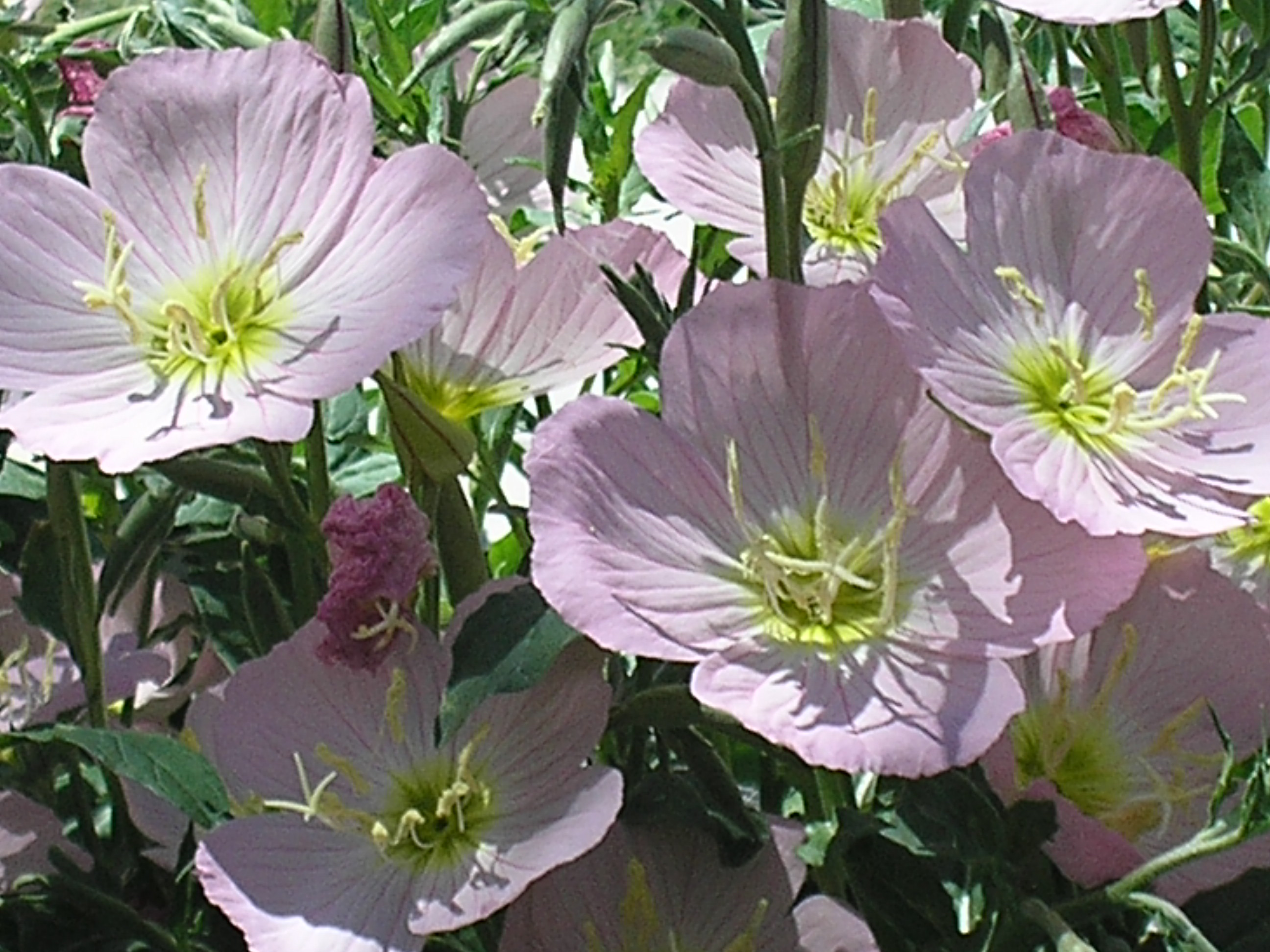
Fleurs.
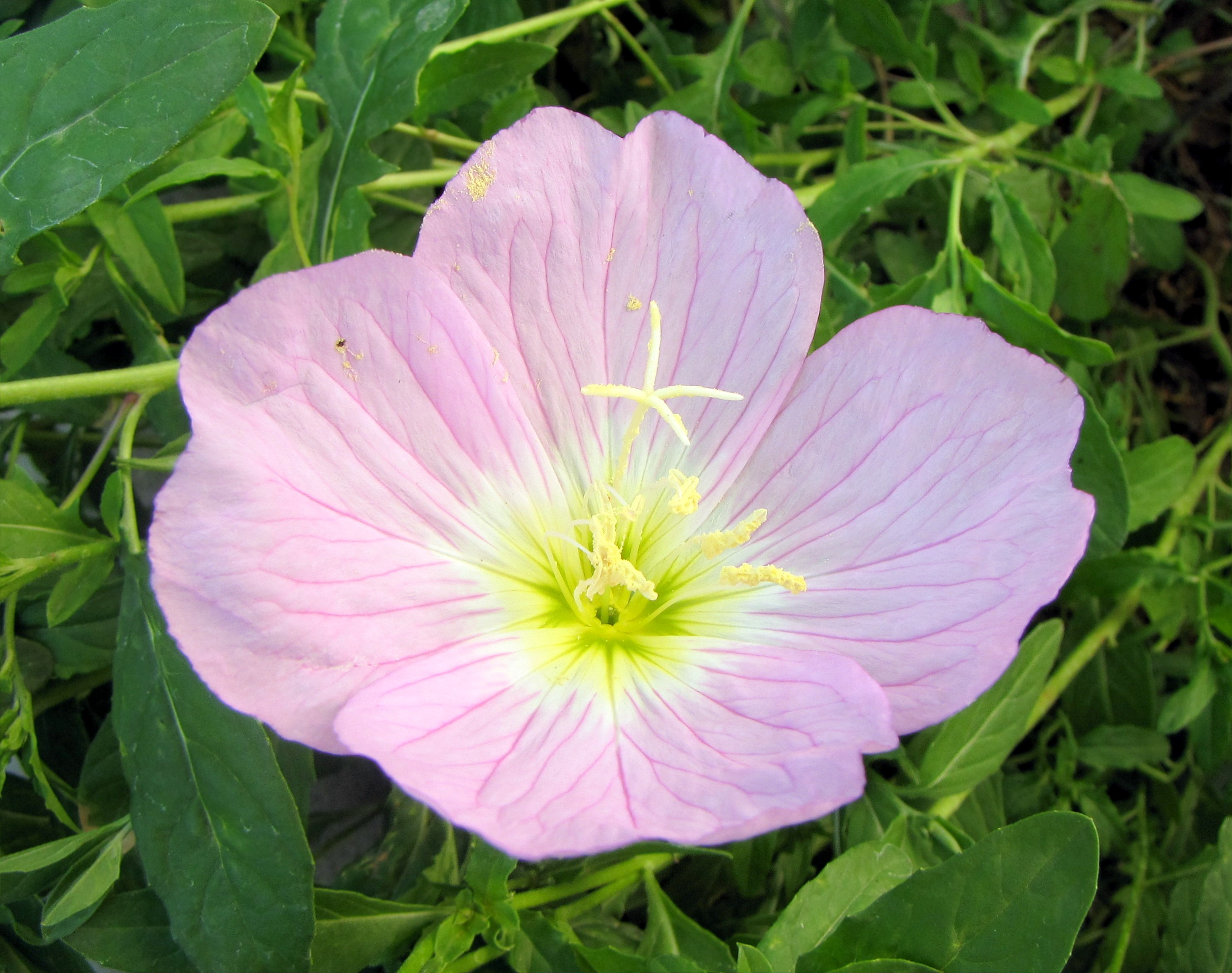
Fleur épanouie.
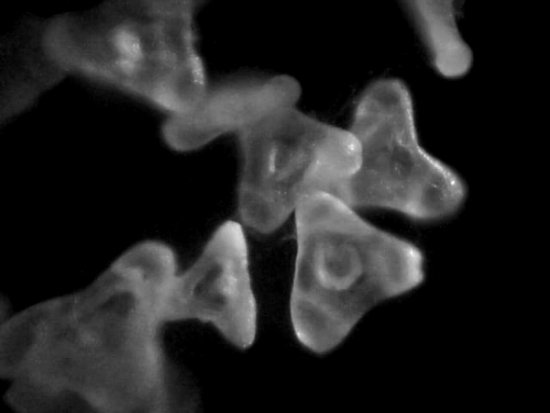
Grains de pollen (grossis 200 fois).

## Distribution et habitat
L'aire de répartition originelle de cette espèce s'étend dans le sud des États-Unis (Alabama, Arkansas, Arizona, Californie, Les Carolines, Connecticut, Floride, Géorgie, Iowa, Illinois, Indiana, Kansas, Kentucky, Louisiane, Missouri, Mississippi, Nebraska, Nouveau-Mexique, Ohio, Oklahoma, Pennsylvanie, Tennessee, Texas, Utah, Virginie et Virginie-Occidentale) ainsi que dans les États de Chihuahua et Coahuila au Mexique.
C'est une espèce résistante à la sécheresse qui préfère les sols légers, bien drainés, et l'exposition en plein soleil.
L'habitat sauvage de la plante comprend les prairies rocheuses, les forêts ouvertes, les terrains en pente, les bords de routes, les pâturages et les zones perturbées.

## Écologie
C'est une plante appréciée dans les jardins, mais qui se répand par ses stolons. On la rencontre fréquemment échappée des jardins et peut devenir envahissante.

### Piège à papillons
Cette plante, originaire d'Amérique du Nord, constitue un piège pour certains papillons, notamment pour le moro-sphinx qui butine Oenothera speciosa en utilisant en vol stationnaire sa longue trompe. Celle-ci reste souvent coincée dans l'étroit conduit qu'elle doit emprunter pour puiser le nectar et l'animal, à force de se débattre pour se libérer, finit par en mourir épuisé.

## Taxinomie
La  première description d'Oenothera speciosa a été faite en 1821 par le botaniste américain Thomas Nuttall et publiée en 1821 dans le Journal of the Academy of Natural Sciences of Philadelphia (volume 2, numéro 1, pages  119–120),.
Oenothera speciosa appartient à la section Hartmannia dans le genre Oenothera.

## Synonymes
Selon Catalogue of Life (31 juillet 2016) : 	
- Hartmannia speciosa (Nutt.) Small,
- Oenothera delessertiana Steud.,.
- Oenothera obtusifolia D. Dietr.,
- Oenothera spachii D. Dietr.,
- Oenothera speciosa var. childsii (L.H. Bailey) Munz,
- Oenothera webbiana Steud.,
- Xylopleurum drummondii Spach,
- Xylopleurum nuttallii Spach,
- Xylopleurum obtusifolium Spach,
- Xylopleurum speciosum Raimann.

## Liste des variétés
Selon The Plant List (30 juillet 2016) :
- variété Oenothera speciosa var. berlandieri (Spach) Munz
- variété Oenothera speciosa var. childsii (L.H. Bailey) Munz